# Laginayakanahalli, Sidlaghatta
Laginayakanahalli là một làng thuộc tehsil Sidlaghatta, huyện Chikkaballapur, bang Karnataka, Ấn Độ.